# Sorbus persica
Рябина персидская (Sorbus persica Hedl), вид деревьев из рода Рябина (Sorbus) семейства Розовые (Rosaceae).
Рябина персидская встречается на высоте 1300—2800 м над уровнем моря в горных зонах Средней Азии, Кавказа и Ирана. По некоторым данным, рябина персидская встречается высоте 700 м над уровнем моря.

## Ботаническое описание

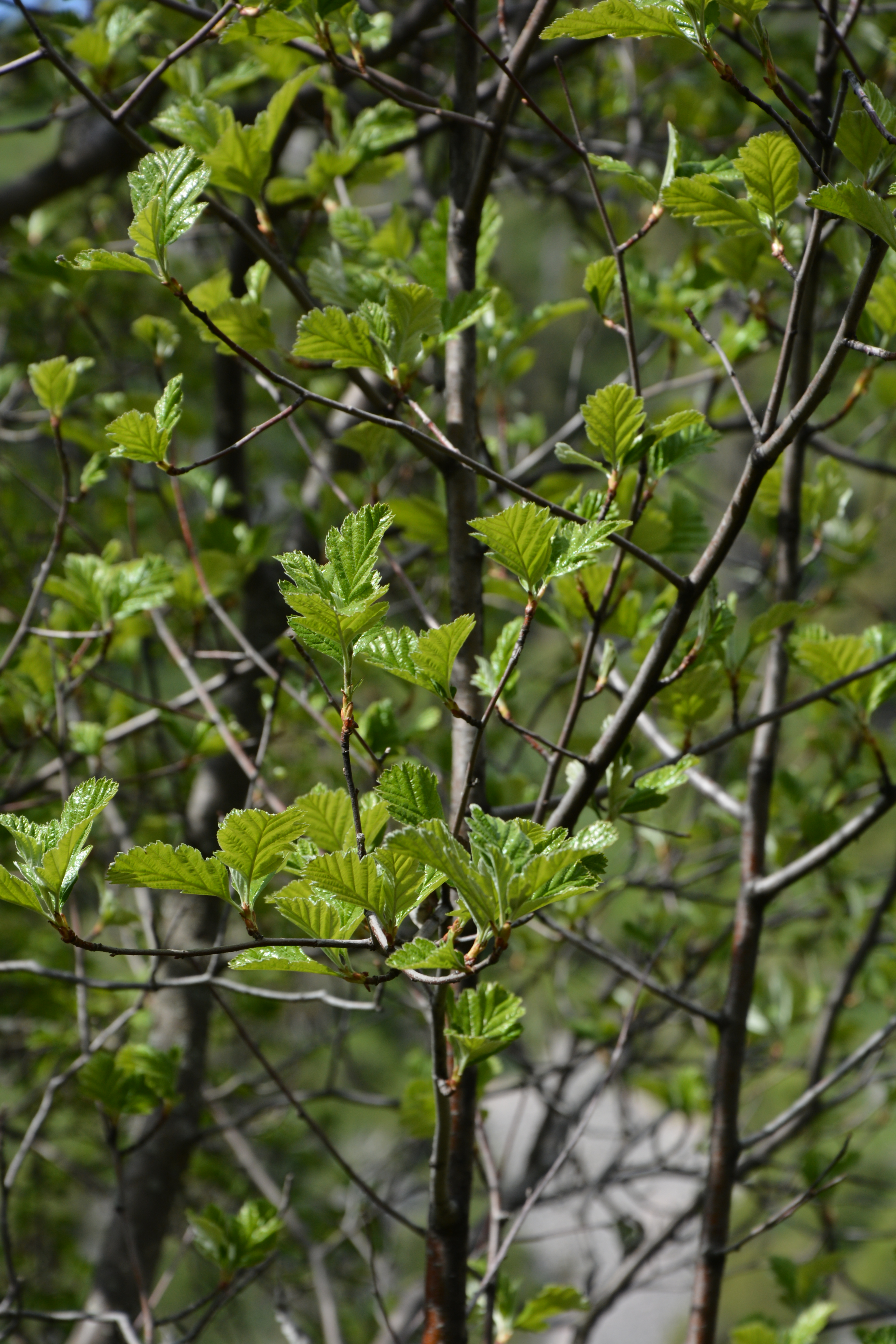
С.Кенжебаев

Рябина персидская — эндемичный, редко встречающий вид.
Дерево или кустарник от 5 до 12 м высоты. Листья простые 5-8,5 см длины, 3,5-5 см ширины, по краю 4-6 лопастные, наверху тупые или островатые, в основании клиновидно-суженные, листовая пластинка эллиптические или продолговато-эллиптические, сверху почти голые, снизу покрыты белым войлочным опущением, по краю косо треугольными зубцами, листовые черешки войлочно-опушенные 1-2 см длины. 
Кора стебля серая; молодые ветки коричневые, однолетние побеги красновато-бурые, голые или слабоопушенные, вильчатые, с многочисленные чечевицы. Почки яйцевидные, продолговатые, яйцевидные с мелким острием, липкие.
Соцветие многоцветковое, щитковидное с (15-) 25-40 (-70) цветками, (4-) 6-8 (-12) см в диаметре. Рябина персидская цветет целыми соцветиями, состоящими из небольших красивых белых цветочков с специфическим запахом.
Плоды шаровидные или продолговатые, оранжево-красные, сочные и вкусные.
Рябина персидская- Sorbus persica Hedl.- растет в подлеске горных лесов, смешении с кленом, орехом грецким, яблоней, иногда образует чистые насаждения небольшими куртинами.